# Área metropolitana de Mayagüez
El área metropolitana de Mayagüez, y oficialmente como Área Estadística Metropolitana de Mayagüez, PR MSA  por la Oficina de Administración y Presupuesto, es un Área Estadística Metropolitana centrada en el municipio de Mayagüez en el Estado Libre Asociado de Puerto Rico. El área metropolitana tenía una población en el Censo de 2010 de 106.330 habitantes, convirtiéndola en la 6.º área metropolitana más poblada de Puerto Rico. El área Metropolitana de Mayagüez comprende de dos municipios, siendo Mayagüez el municipio más poblado.

## Composición del área Metropolitana
- Hormigueros
- Mayagüez--Principal ciudad